# Pico Turquino
Der Pico Turquino ist mit einer Höhe von 1974 m die höchste Erhebung Kubas. Er liegt in Ost-Kuba, im Gebirge Sierra Maestra, an der Grenze zwischen den beiden Provinzen Granma und Santiago de Cuba.

## Vegetation
Die Vegetation gliedert sich in mehrere Höhenstufen. Im Tal gibt es immergrüne und halbimmergrüne Wälder. Darauf folgt Bergwald mit Baumfarnen. In höheren Lagen wächst ein Kiefernwald.

## Geschichte
Am Fuß dieses Bergs lag während des Guerillakampfes gegen das Batista-Regime das Generalkommando der „Bewegung des 26. Juli“ (M-26-7) bzw. der Rebellenarmee unter Führung des „Comandante en Jefe“ Fidel Castro.